# Jeff Kinney
 Jeffrey Patrick Kinney (Fort Washington, 19 de fevereiro de 1971) é um escritor e cartunista norte-americano cujo trabalho ficou notável após escrever a série de livros chamada Diário de Um Banana. Nessa série, Kinney traz a história de quando era adolescente que passa por muitos contratempos  durante o ensino fundamental.

## Biografia
Jeff Kinney mora com sua esposa e dois filhos em Plainville, em Norfork , uma cidade no estado de Massachusetts, nos Estados Unidos. Jeff Kinney também foi designer de jogos online e criou filmes de alguns livros da famosa série Diário de um Banana. 
Em sua infância, passou a vida em Washington e New England. Em Diário de um Banana, o autor e ilustrador Jeff Kinney, apresenta-nos um herói improvável com o nome de Greg Heffley. Acompanhado por cartoons simples, mas não simplistas, este livro apela a jovens de todas as idades.   
Frequentou a Universidade de Maryland em College Park, no início de 1990. Foi na faculdade que Kinney criou a popular comic strip Igdoof que decorreu no jornal do campus, o Diamondback. Enquanto estava lá, queria ser cartunista. 
Foi bem sucedido na obtenção de seus quadrinhos sindicados após a faculdade e, em 1998, ele começou a escrever suas ideias, que acabaria por se tornar Diário de um Banana. Diário de um Banana foi lançado em abril de 2007. 
Kinney arrecadou 17.1 milhões de euros em 2015. Em Portugal, o Booksmile já editou 890 mil exemplares dos Diário de um Banana

## Obras
- Diário de um Banana - um romance com cartoons - no original Diary of a Wimpy Kid (2007);
- Diário de um Banana 2 - O Rodrick é Terrível - no original Diary of a Wimpy Kid: Rodrick Rules;
- Diário De Um Banana 3 - A Gota d'água  - no original Diary of a Wimpy Kid: The Last Straw;
- Diário De Um Banana 4 - Dias de Cão - no original Diary of a Wimpy Kid: Dog Days;
- Diário de Um Banana 5 - A Verdade Nua e Crua - no original Diary of a Wimpy Kid: The Ugly Truth;
- Diário De Um Banana 6 - Casa dos Horrores - no original Diary of a Wimpy Kid: Cabin Fever;
- Diário De Um Banana 7 - Segurando Vela - no original Diary of a Wimpy Kid: The Third Wheel;
- Diário De Um Banana 8 - Maré de Azar - no original Diary of a Wimpy Kid: Hard Luck, lançado no dia 17 de Novembro de 2014;
- Diário De Um Banana 9 - Caindo na Estrada - no original Diary of a Wimpy Kid: The Long Haul;
- Diário De Um Banana 10 - Brasil: Bons Tempos  - no original Diary of a Wimpy Kid: Old School;
- Diário De Um Banana 11 - Vai ou Racha - no original Diary of a Wimpy Kid: Double Down;
- Diário De Um Banana 12 - Apertem os Cintos - no original Diary of a Wimpy Kid: The Getawey;
- Diário De Um Banana 13 - Batalha Neval - no original Diary of a Wimpy Kid: The Meltdown;
- Diário De Um Banana 14 - Demolição - no original Diary of Wimpy Kid: Wrecking Ball;
- e mais...

Um de seus livros é o Diário De Um Banana - O Livro do Filme, complementar, assim como Diário De Um Banana - Faça Você Mesmo, um livro que tem uma segunda versão alargada. Estas duas versões têm atividades para o leitor. 
"Diário De Um Banana - O Livro do Filme" é um livro baseado no primeiro filme da coleção, não como os livros normais (filmes baseados nos livros), mas o livro baseado no filme, o que causa um certo humor a respeito de Kinney.